# 阿克頓 (加利福尼亞州)
阿克頓（英語：Acton）是位於美國加利福尼亞州洛杉磯縣的一個人口普查指定地區。

## 地理
阿克頓的座標為34°28′22″N 118°11′01″W / 34.47278°N 118.18361°W，而該地最高點為海拔高度826米（即2710英尺）。

## 人口
根據2010年美國人口普查的數據，阿克頓的面積為101.74平方千米，當中陸地面積為101.68平方千米，而水域面積為0.06平方千米。當地共有人口7596人，而人口密度為每平方千米74人。